# Resolución 6 del Consejo de Seguridad de las Naciones Unidas
La resolución 6 del Consejo de Seguridad de las Naciones Unidas, aprobada el 17 de mayo de 1946, acordó que el Consejo examinaría, durante una o varias sesiones que se celebrarían el siguiente mes de agosto, las solicitudes de ingreso a la Organización recibidas por el Secretario General. También establecía que las solicitudes deberían ser remitidas a un comité del Consejo para la elaboración de un informe, el cual debería ser presentado antes del 1 de agosto de 1946.
La resolución, de carácter procedimental, fue aprobada por unanimidad de los miembros del Consejo durante la 42ª sesión.